# Posseq
 (mars 2020).
Si vous disposez d'ouvrages ou d'articles de référence ou si vous connaissez des sites web de qualité traitant du thème abordé ici, merci de compléter l'article en donnant les références utiles à sa vérifiabilité et en les liant à la section « Notes et références ».
Posseq (en hébreu : פוסק, API : /po·ˈseq/, pl. Posqim, פוסקים) est le terme de la Halakha (loi juive) désignant « un décideur, un décisionnaire », un érudit possédant l'autorité pour rendre un arrêt de loi (psaq din ou psaq halakha) dans un cas qui n'a pas encore été jugé ou sur lequel il n'est pas possible de se prononcer en se basant sur les autorités antérieures.
Les pisqei din sont généralement consignés dans la littérature des responsa (ספרי שאלות ותשובות).

## Le processus depsiqa
Un posseq émettant un psaq din doit se baser sur une analyse minutieuse des principes légaux sous-jacents, ainsi qu'une étude attentive de la façon d'appliquer ces principes, en conformité avec les décisions antérieures. Un posseq qui devrait rendre un arrêt actuellement doit donc être versé dans la littérature rabbinique et expert en Talmud.
L'analyse des principes légaux comprend :
1. une étude initiale des souguiyot talmudiques appropriées, avec leurs commentaires, principalement ceux de Rachi et des Tossafistes, établis au Moyen Âge ;
2. un suivi de l'évolution de ces souguiyot chez les autorités médiévales (les Rishonim), en particulier Moïse Maïmonide, le Rosh, le Tour et le Choulhan Aroukh ;
3. enfin, une analyse consciencieuse des œuvres des Aharonim (autorités de l'an 1500 jusqu'à nos jours), discutant de la Halakha, telle que consignée dans le Choulhan Aroukh.

Le psaq din doit être une application de ces principes et tenir compte des précédents légaux contenus dans les responsa.